# Mesorhynchaglaea pacifica
Mesorhynchaglaea pacifica är en fjärilsart som beskrevs av Shigero Sugi 1980. Mesorhynchaglaea pacifica ingår i släktet Mesorhynchaglaea och familjen nattflyn. Inga underarter finns listade i Catalogue of Life.